# Véronique officinale
Veronica officinalis
Espèce
Classification phylogénétique
Statut de conservation UICN

 LC  : Préoccupation mineure
La Véronique officinale (Veronica officinalis L.), parfois appelée véronique mâle, thé d'Europe, thé des ladres ou manna, est une plante herbacée, classiquement de la famille des Scrofulariacées et de celle des Plantaginacées en classification phylogénétique.

## Étymologie
C'est elle qui aurait donné son nom au genre Veronica, en raison des vertus qu'on lui prêtait de guérir les lépreux. Une légende fort répandue veut que Sainte Véronique ait essuyé le visage du Christ avec un morceau de linge sur lequel les traits seraient restés dessinés. Une autre légende moins connue veut que Véronique ait ensuite guéri l'empereur Tibère de la lèpre en lui appliquant ce même linge.

## Taxonomie
Les véroniques étaient classées traditionnellement dans l'ordre des Scrophulariales et dans la famille des Scrofulariacées. La classification APG II les situe dans l'ordre des Lamiales et dans la famille des Plantaginacées.

## Description

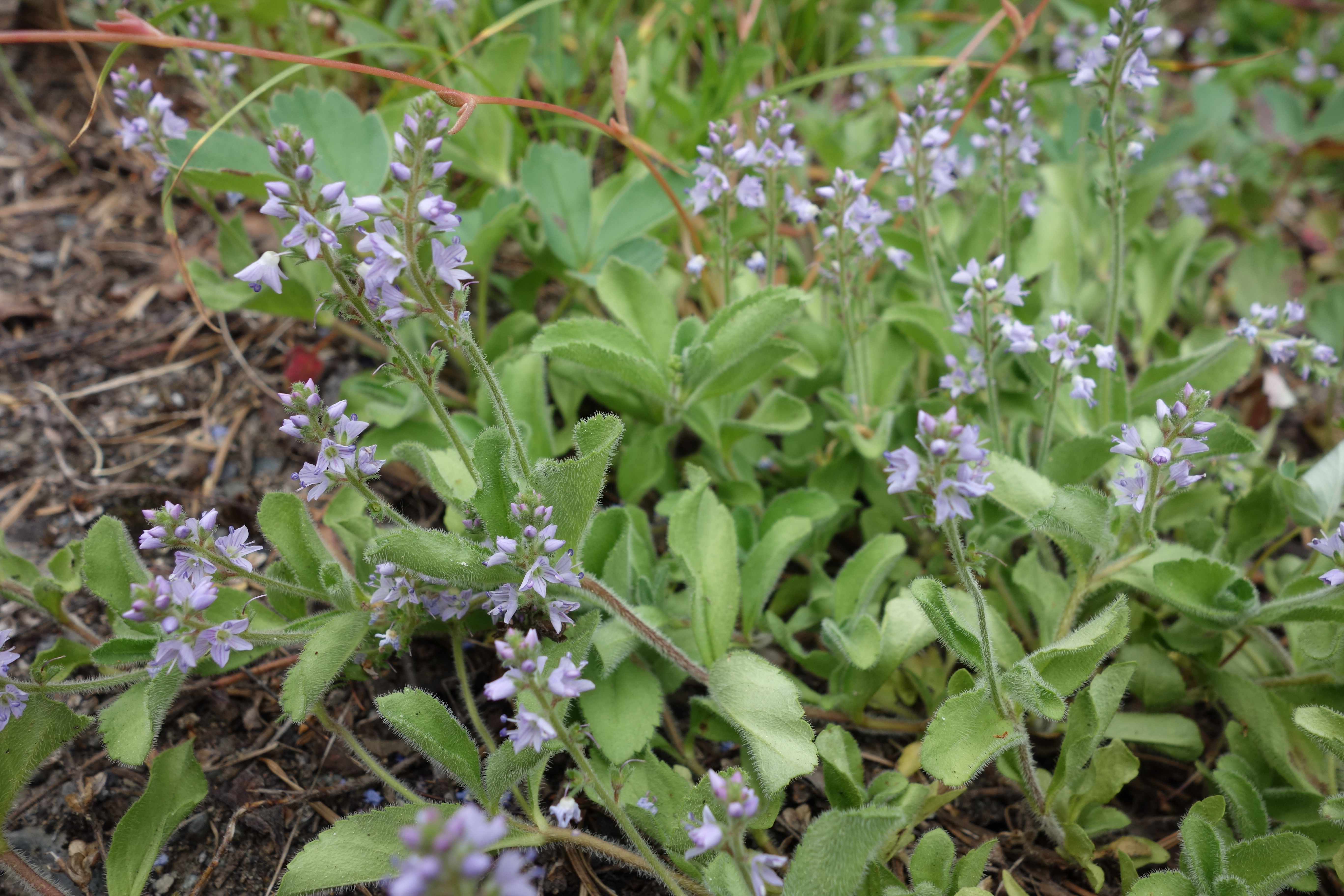
Petit tapis de véroniques

### Écologie et habitat
Assez courante dans toute l'Europe occidentale, à l'exception des régions méditerranéennes, la Véronique officinale est une plante vivace appréciant les terrains secs, sur sol plutôt acide. Elle pousse dans les bois clairs, les landes et les prés. Floraison de mai à juillet.

### Morphologie générale et végétative
Plante herbacée basse, souvent rampante, à tiges légèrement velues. Feuilles ovales à elliptiques, opposées, brièvement pétiolées. Limbe à poils doux à bord denté.

### Morphologie florale
Les fleurs sont hermaphrodites, pollinisées par les insectes (abeilles et autres insectes volants dont les mouches). L'inflorescence est un racème (grappe) au long pédoncule, à bractées linéaires très petites, portant de nombreuses fleurs d'une couleur bleu-lilas. La floraison commence au bas du racème ; les premiers fruits sont déjà formés au bas de la grappe florale lorsque les dernières fleurs du haut de la grappe s'épanouissent. Les fleurs portent quatre petits sépales. Leur corolle est petite (inférieure à 1 cm). Elles possèdent quatre pétales striés, deux étamines et un ovaire à deux carpelles.

### Fruit et graines
Le fruit est une capsule, le plus souvent en forme de cœur.

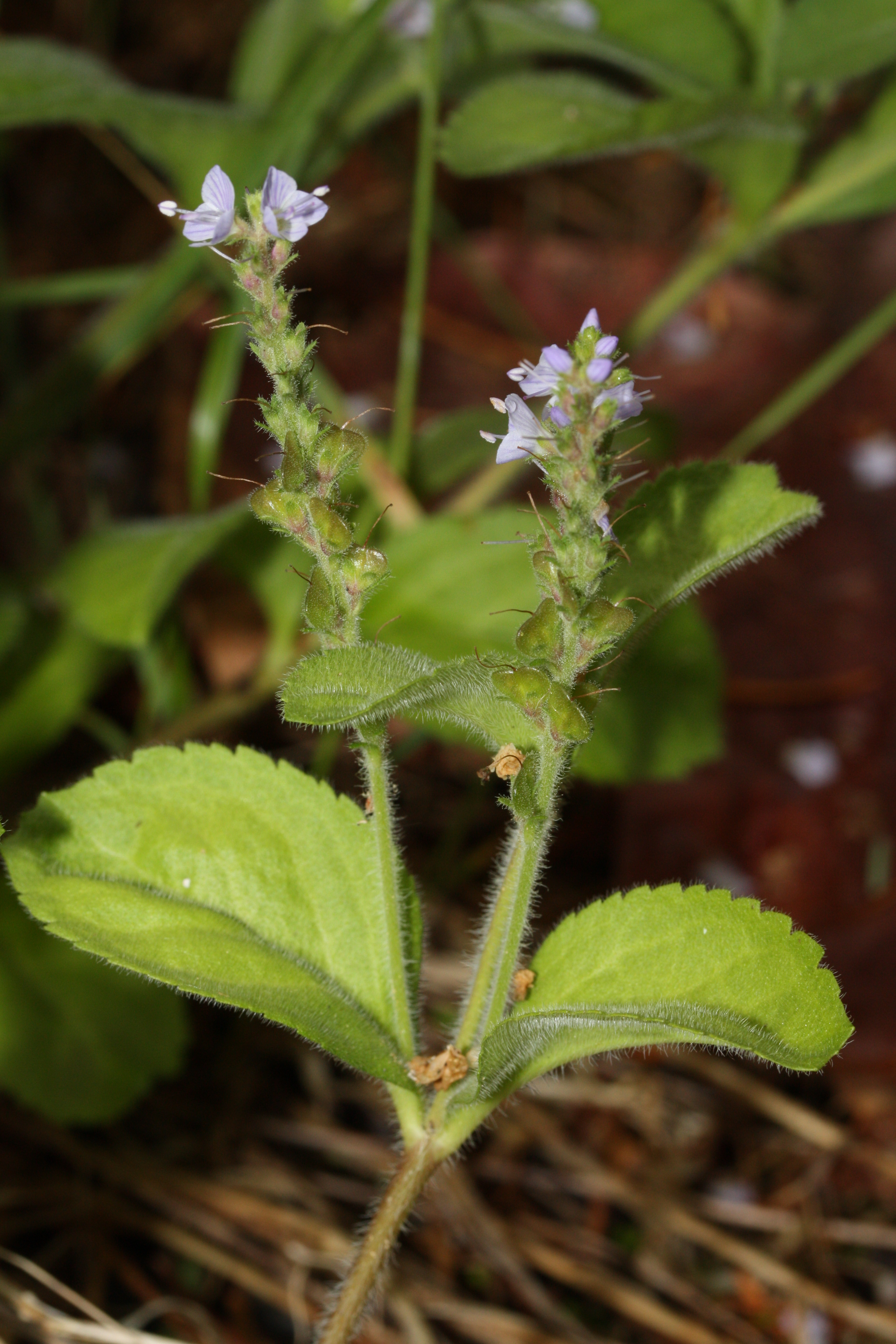
Tige dédoublée au dernier nœud
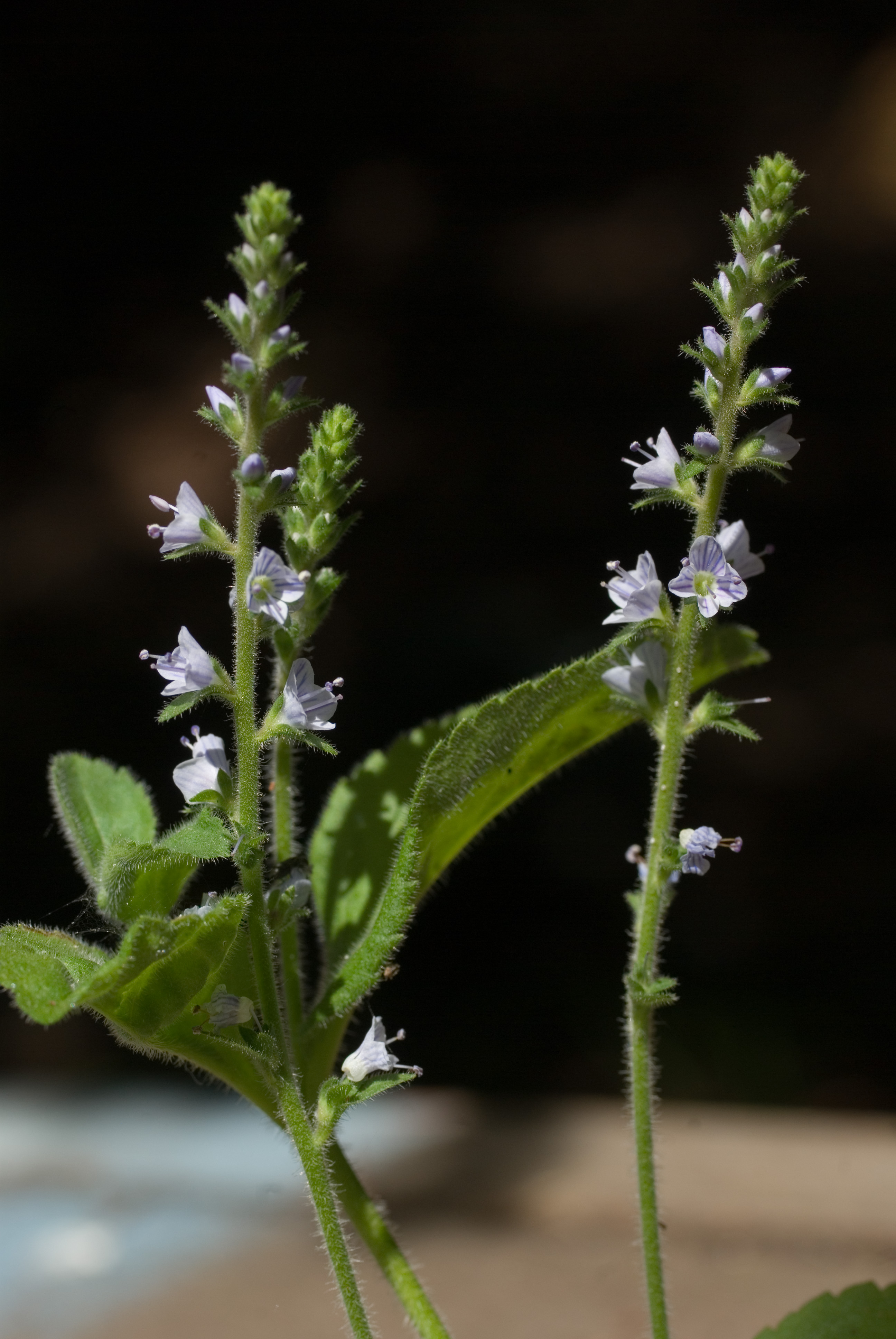
Racèmes en début de floraison
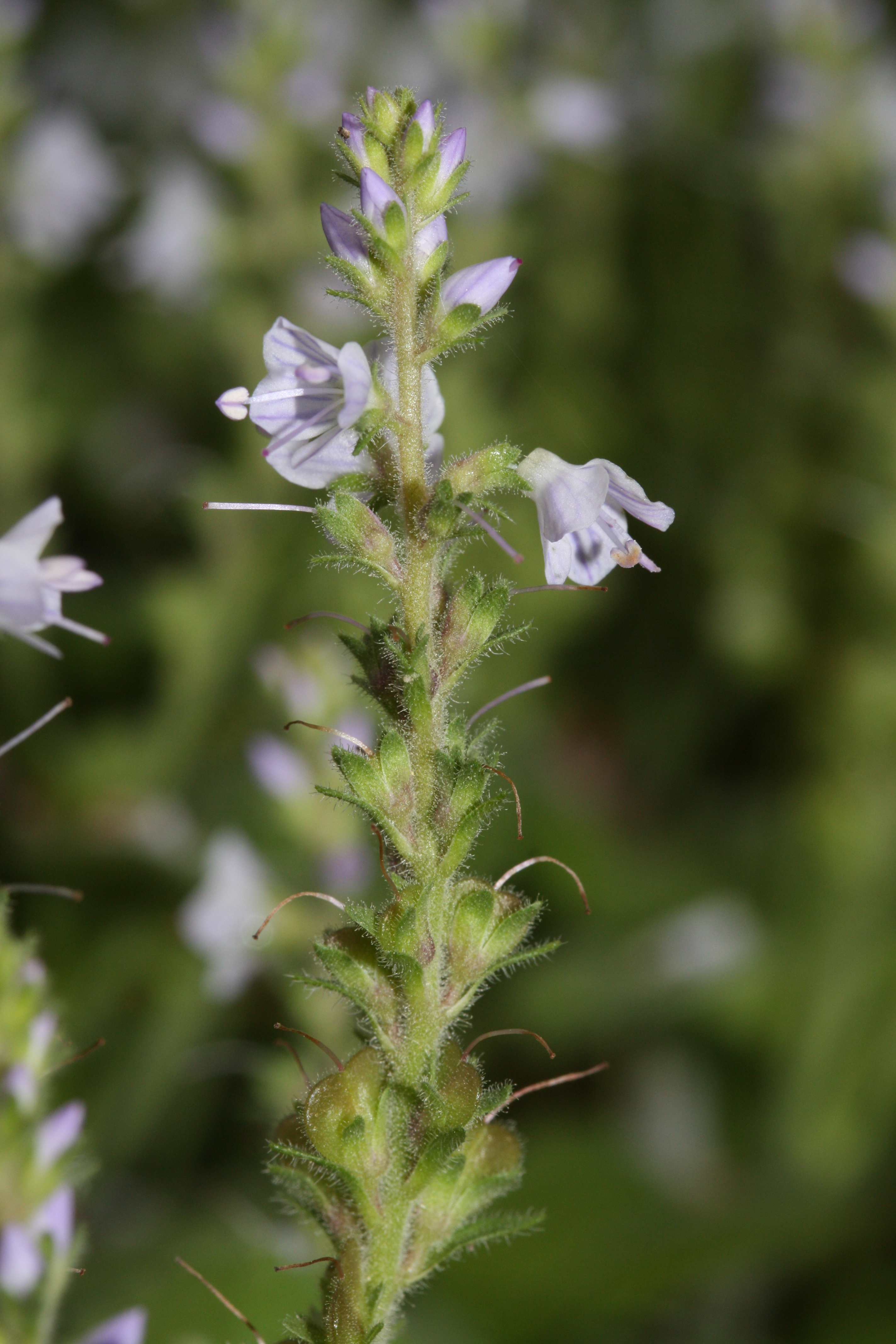
Racème en fin de floraison.
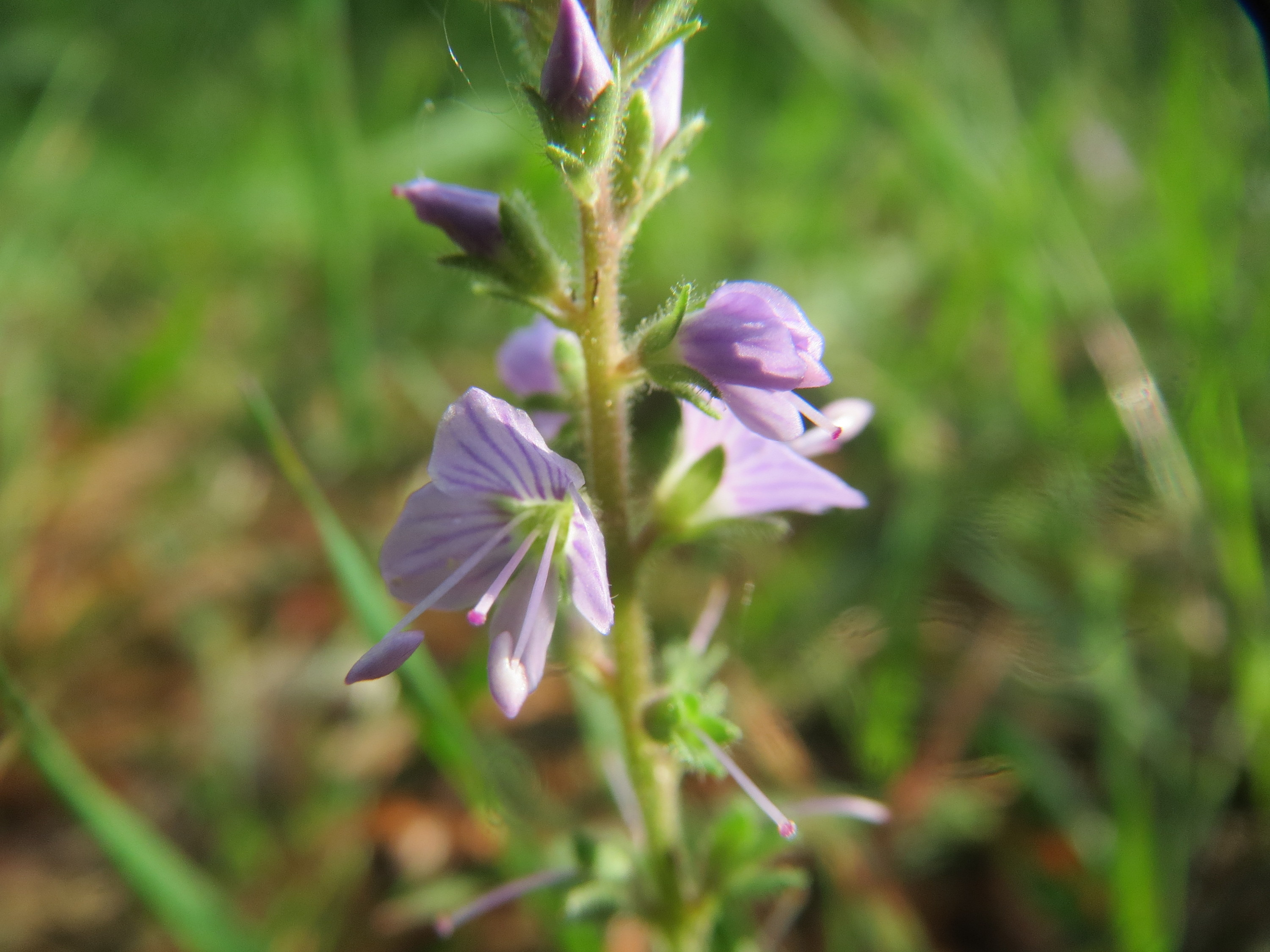
Fleur, vue rapprochée
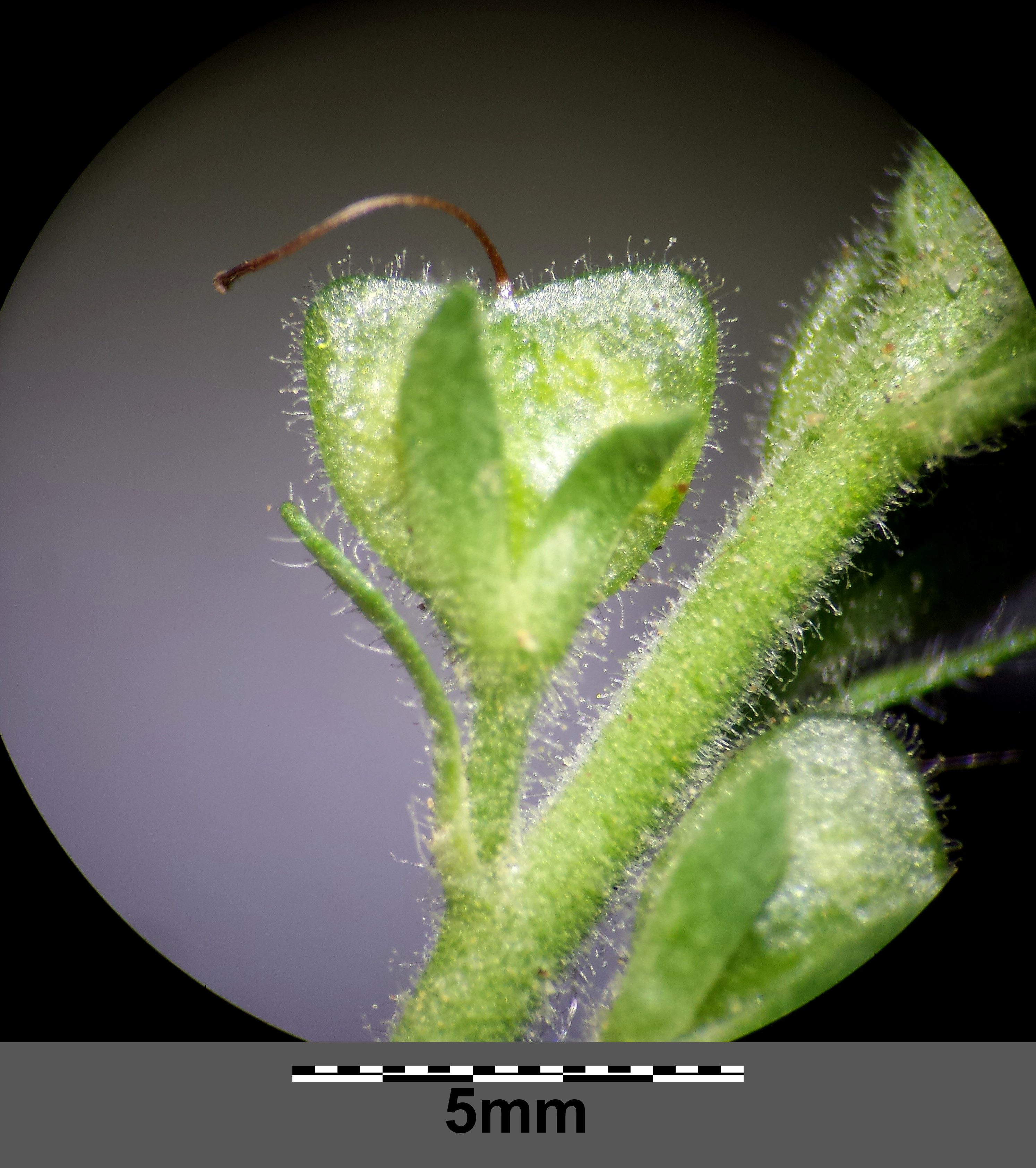
Fruit en forme de cœur

## Statuts de protection, menaces
L'espèce est évaluée comme non préoccupante aux échelons européen et français.

## Utilisation

### Aromate
Veronica officinalis est présente dans la liste d'épices et aromates tirée du Codex Alimentarius, sous la référence "HH 3255", pour l'utilisation de ses feuilles (dans le groupe « 27-A, herbes »).

### Propriétés médicinales
Elle a des propriétés astringentes, eupeptiques et cicatrisantes.
La présence d'aucuboside[réf. souhaitée], un anti-inflammatoire, contribue à soigner l'arthrose. La véronique combat aussi l'artériosclérose et a un effet antioxydant qui aide à combattre le diabète ; elle protège le foie, pour lequel elle est citée en conjonction avec d'autres plantes (pissenlit, chicorée, aspérule) par l'herboriste renommée Maria Treben. Madame Treben la cite également pour l’excès de cholestérol, les blessures enflammées à cicatrisation difficile, l’eczéma chronique (avec l'ortie), les vieilles bronchites, la jaunisse, les affections de la rate, les troubles intestinaux, la nervosité issue de surmenage intellectuel et les vertiges.
L'aucuboside peut provoquer des diarrhées.[réf. nécessaire]